# A Fazenda
 (février 2025).
Motif : téléréalité totalement inconnue. Probablement ok pour le BR, mais pas pour le FR. Notabilité francophone non démontrée.
- Archive Wikiwix
- Bing
- Cairn
- DuckDuckGo
- E. Universalis
- Gallica
- Google
- G. Books
- G. News
- G. Scholar
- Persée
- Qwant
- (zh) Baidu
- (ru) Yandex
- (wd) trouver des œuvres sur Wikidata

| 1. | Préciser le motif de la pose du bandeau. | Précisez le motif de la pose du bandeau en utilisant la syntaxe suivante : {{admissibilité à vérifier\|date=août 2025\|motif=remplacez ce texte par le motif}}                 |
| 2. | Informer les utilisateurs concernés.     | Pensez à avertir le créateur de l'article, par exemple, en insérant le code ci-dessous sur sa page de discussion : {{subst:avertissement admissibilité à vérifier\|A Fazenda}} |

A Fazenda est une émission de téléréalité brésilienne diffusée depuis 2009 sur le réseau de télévision Rede Record. Adaptation du format de téléréalité suédois La Ferme Célébrités, elle comporte six saisons. Elle a été présentée par Britto Júnior, de la saison 1 à la saison 7, Roberto Justus dans les saisons 8 et 9, Marcos Mion des saisons 10, à 12. La présentatrice actuelle est Adriane Galisteu.
À partir de la saison 13, le "Paiol" (une sorte de nid de cochon) a commencé à être en vigueur, où des participants prédéfinis dans le quartier général sont restés et le public décide qui suit le jeu et rejoint les pions, obtenant la dernière place vacante et dans la 14, il y avait le Roça Falsa, une sorte de "Paredão Falso", dans lequel un des concurrents serait isolé sans que les participants le sachent, suivant tout ce qui se passe dans la réalité, et invitant d'autres concurrents.

## Déroulement des saisons
| #           | Année | Direction       | Présentation     | Vainqueur | Vainqueur           |
| ----------- | ----- | --------------- | ---------------- | --------- | ------------------- |
| 1 (pt)      | 2009  | Rodrigo Carelli | Britto Júnior    |           | Dado Dolabella      |
| [ Note 1 ]  | 2009  | Rodrigo Carelli | Britto Júnior    |           | Dado Dolabella      |
| 2 (pt)      | 2009  | Rodrigo Carelli | Britto Júnior    |           | Karina Bacchi       |
| [ Note 2 ]  | 2009  | Rodrigo Carelli | Britto Júnior    |           | Karina Bacchi       |
| 3 (pt)      | 2010  | Rodrigo Carelli | Britto Júnior    |           | Daniel Bueno        |
| [ Note 3 ]  | 2010  | Rodrigo Carelli | Britto Júnior    |           | Daniel Bueno        |
| 4 (pt)      | 2011  | Rodrigo Carelli | Britto Júnior    |           | Joana Machado       |
| [ Note 4 ]  | 2011  | Rodrigo Carelli | Britto Júnior    |           | Joana Machado       |
| 5 (pt)      | 2012  | Rodrigo Carelli | Britto Júnior    |           | Viviane Araújo      |
| [ Note 5 ]  | 2012  | Rodrigo Carelli | Britto Júnior    |           | Viviane Araújo      |
| 6 (pt)      | 2013  | Rodrigo Carelli | Britto Júnior    |           | Bárbara Evans       |
| [ Note 6 ]  | 2013  | Rodrigo Carelli | Britto Júnior    |           | Bárbara Evans       |
| 7 (pt)      | 2014  | Rodrigo Carelli | Britto Júnior    |           | DH Silveira         |
| [ Note 7 ]  | 2014  | Rodrigo Carelli | Britto Júnior    |           | DH Silveira         |
| 8 (pt)      | 2015  | Rodrigo Carelli | Roberto Justus   |           | Douglas Sampaio     |
| [ Note 8 ]  | 2015  | Rodrigo Carelli | Roberto Justus   |           | Douglas Sampaio     |
| 9 (pt)      | 2017  | Rodrigo Carelli | Roberto Justus   |           | Flávia Viana        |
| [ Note 9 ]  | 2017  | Rodrigo Carelli | Roberto Justus   |           | Flávia Viana        |
| 10 (pt)     | 2018  | Rodrigo Carelli | Marcos Mion      |           | Rafael Ilha         |
| [ Note 10 ] | 2018  | Rodrigo Carelli | Marcos Mion      |           | Rafael Ilha         |
| 11 (pt)     | 2019  | Rodrigo Carelli | Marcos Mion      |           | Lucas Viana         |
| [ Note 11 ] | 2019  | Rodrigo Carelli | Marcos Mion      |           | Lucas Viana         |
| 12 (pt)     | 2020  | Rodrigo Carelli | Marcos Mion      |           | Jojo Todynho        |
| [ Note 12 ] | 2020  | Rodrigo Carelli | Marcos Mion      |           | Jojo Todynho        |
| 13 (pt)     | 2021  | Rodrigo Carelli | Adriane Galisteu |           | Rico Melquiades     |
| [ Note 13 ] | 2021  | Rodrigo Carelli | Adriane Galisteu |           | Rico Melquiades     |
| 14 (pt)     | 2022  | Rodrigo Carelli | Adriane Galisteu |           | Bárbara Borges      |
| [ Note 14 ] | 2022  | Rodrigo Carelli | Adriane Galisteu |           | Bárbara Borges      |
| 15 (pt)     | 2023  | Rodrigo Carelli | Adriane Galisteu |           | Jaqueline Grohalski |
| [ Note 15 ] | 2023  | Rodrigo Carelli | Adriane Galisteu |           | Jaqueline Grohalski |
| 16 (pt)     | 2024  | Rodrigo Carelli | Adriane Galisteu |           | Sacha Bali          |
| [ Note 16 ] | 2024  | Rodrigo Carelli | Adriane Galisteu |           | Sacha Bali          |

## Galerie des Vainqueurs

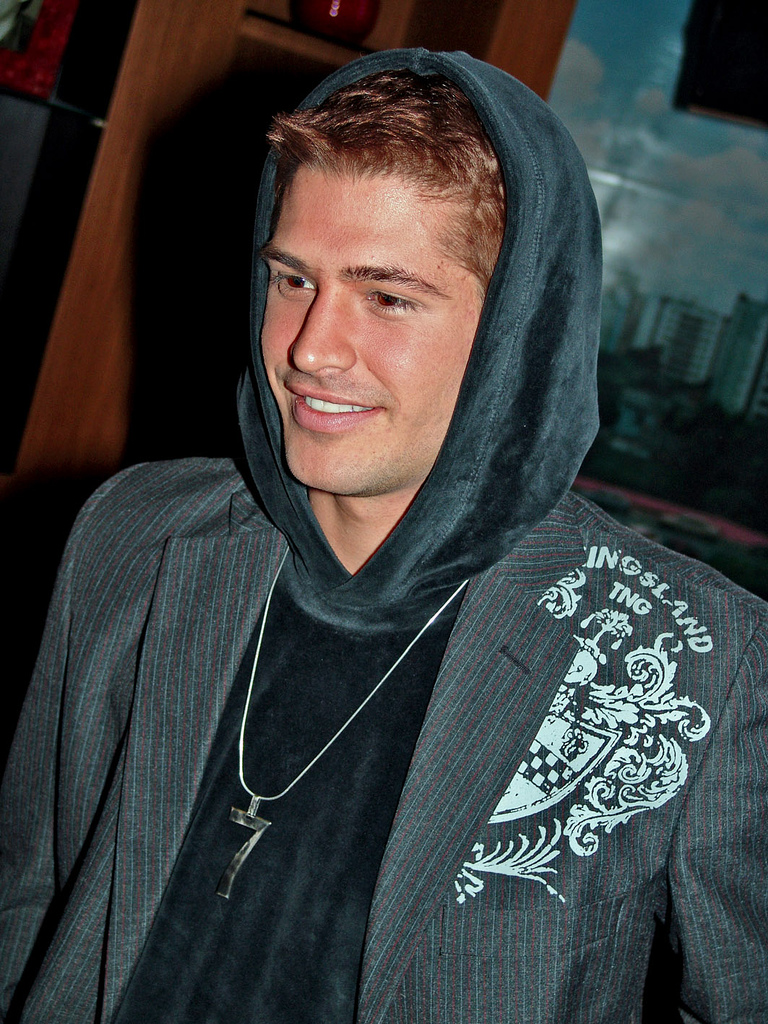
Dado Dolabella
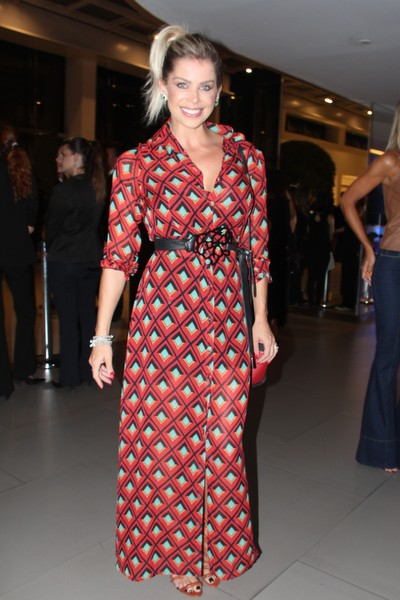
Karina Bacchi
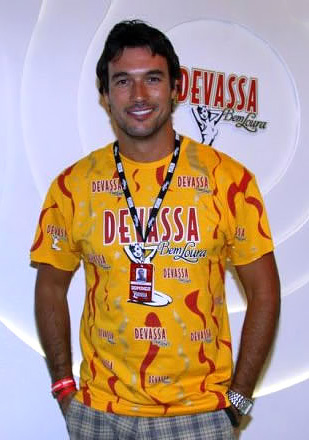
Daniel Bueno
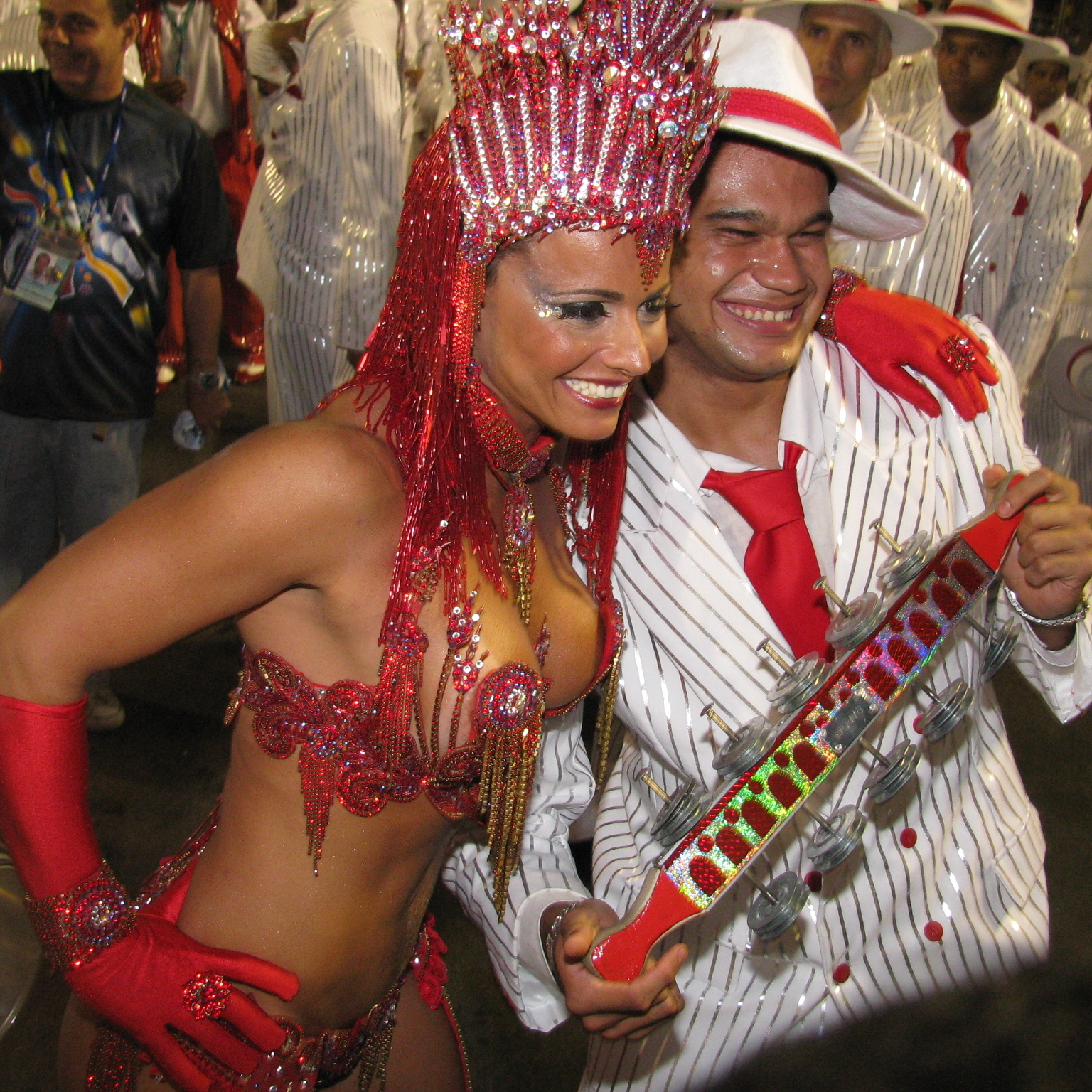
Viviane Araújo
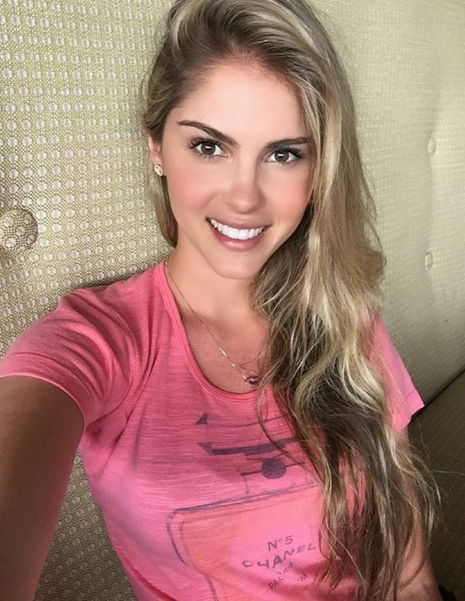
Bárbara Evans
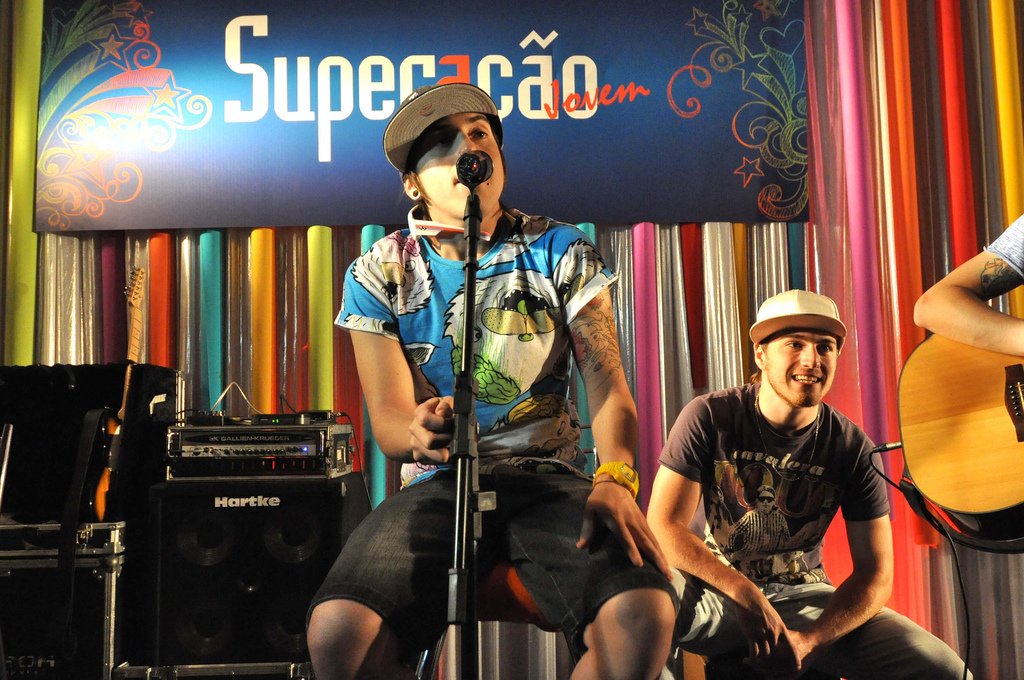
DH Silveira
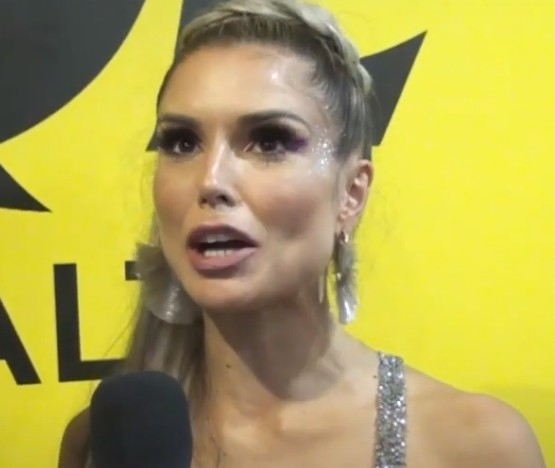
Flávia Viana
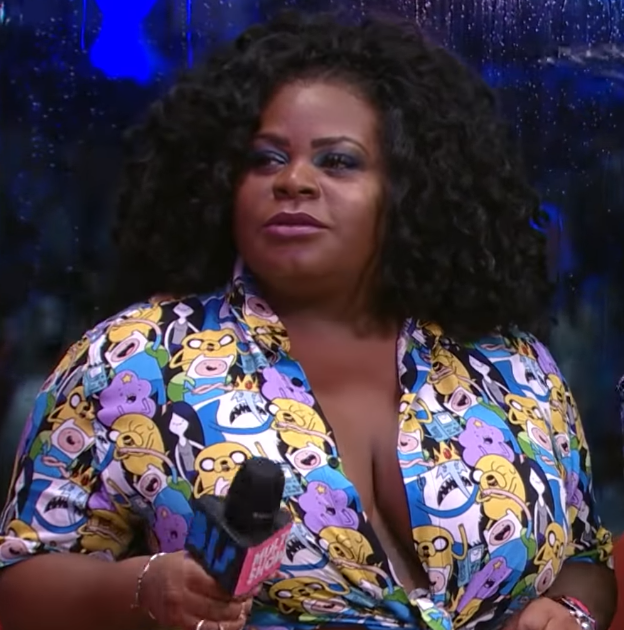
Jojo Todynho
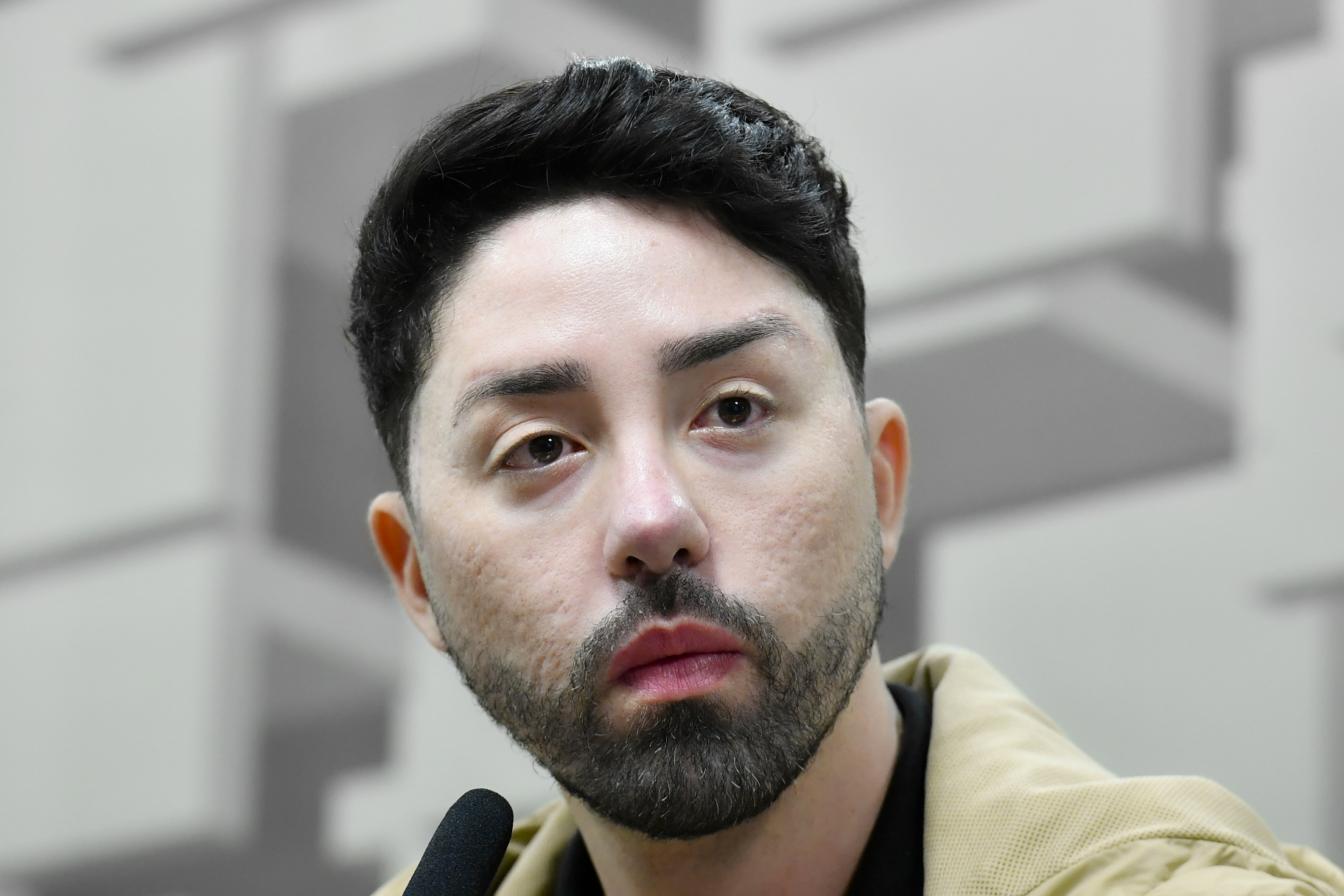
Rico Melquiades